# Kaj Leo í Bartalsstovu
Kaj Leo í Bartalsstovu (Syðrugøta, 23 juni 1991) is een voetballer die afkomstig is uit de Faeröer. Bartalsstovu speelt sinds 2019 voor het IJslandse Valur Reykjavík.
Bartalsstovu maakte tot nu toe nooit transfers, hij zat altijd zijn volledig contact uit

## Interlandcarrière
Bartalsstovu maakte op 1 maart 2014 zijn interlanddebuut in een oefenwedstrijd tegen Gibraltar, de wedstrijd werd met 1-4 gewonnen. Voor zijn debuut zat hij al enkele malen in de selectie.

## Erelijst
Als speler
| Competitie             |               |                  |               |               |
| Competitie             | Aantal        | Jaren            |               |               |
| Vikingur Gøta          | Vikingur Gøta | Vikingur Gøta    | Vikingur Gøta | Vikingur Gøta |
| ---------------------- | ------------- | ---------------- | ------------- | ------------- |
| Faeröerse voetbalbeker | 2x            | 2011/12, 2012/13 |               |               |
| FH Hafnarfjörður       |               |                  |               |               |
| IJslands kampioen      | 1x            | 2015/16          |               |               |
| ÍB Vestmannaeyja       |               |                  |               |               |
| IJslandse voetbalbeker | 1x            | 2016/17          |               |               |